# KBS N
KBS N Co., Ltd. (주식회사 케이비에스엔?, Jusikhoesa KeibieseuenLR) è una società di televisione via cavo sudcoreana, proprietà della Korean Broadcasting System (KBS).

## Canali televisivi
- KBS Drama
- KBS Joy
- KBS N Sports
- KBS Story
- KBS Kids
- KBS Life
- KBS N Plus